# Vingle
Vingle é o estrangeirismo da junção do vídeo e do single. O neologismo refere-se a um vídeo musical que pode ser misturado por um VJ na mesma maneira de um remix regular produzido por um DJ a partir de singles musicais. 
A palavra foi apadrinhada por um grupo de VJ em Londres no ano de 2003, durante a festa This Is Clip Hop, organizada pela equipa audiovisual "0.1". Os vingles são normalmente publicitados pelos eventos da Hewlett-Packard.
Um exemplo de vingle é "Timber" da banda Hexstatic. A equipa 0.1 criou uma comunidade vingle.org que partilha músicas, vídeos e vingles completos, que já organizou um evento chamado Leeds Film Festival em 2004.
Apple Computer pediu uma marca registrada do termo.